# Ždánice (kraj środkowoczeski)
Ždánice – gmina w Czechach, w powiecie Kolín, w kraju środkowoczeskim. Według danych z dnia 1 stycznia 2013 liczyła 319 mieszkańców.